# Ian Charleson
Ian Charleson (Edimburgo, 11 de agosto de 1949 — Londres, 6 de enero de 1990) fue un actor británico célebre por su papel como Eric Liddell, en Carros de fuego (1981) o del sacerdote Charles Andrews en Gandhi (1982).

## Biografía
Su padre era impresor y consiguió una beca para estudiar en el Colegio Real de la Universidad de Edimburgo y luego en la Academia de Arte Dramático de Londres comenzando su carrera como actor en 1972.
Fue un consagrado actor de teatro en obras como Guys and Dolls, Cat on a Hot Tin Roof, Fool for Love o Hamlet, tras su muerte en 1991 se establecieron los premios anuales Ian Charleson.
Le diagnosticaron SIDA en 1986 y falleció en su casa de Londres a los 40 años por complicaciones de esta enfermedad.

## Filmografía
- Troubles (TV, 1988)
- Codename: Kyril (TV, 1988)
- Opera (1987)
- Car Trouble (1985)
- The Sun Also Rises (TV, 1984)
- Greystoke, la leyenda de Tarzán, el rey de los monos (1984)
- Louisiana (TV, 1984)
- Der Leutnant und sein Richter (TV, 1983)
- Gandhi (1982)
- Ascendancy (1982)
- Antony & Cleopatra (TV, 1981)
- Chariots of Fire (1981)
- Hamlet, Prince of Denmark (TV, 1980)
- Jubilee (1977)